# Columbus Open 1982
Il Columbus Open 1982 è stato un torneo di tennis giocato sul cemento. È stata la 12ª edizione del Columbus Open, che fa parte del Volvo Grand Prix 1982. Si è giocato a Columbus negli USA, dal 2 all'8 agosto 1982.

## Campioni

### Singolare
Jimmy Connors ha battuto in finale  Brian Gottfried con il punteggio di 7–5, 6–0

### Doppio
Tim Gullikson /  Bernard Mitton hanno battuto in finale  Victor Amaya /  Hank Pfister con il punteggio di 4–6, 6–1, 6–4